# Muriel Kent Roy
Pour les articles homonymes, voir Roy.
Muriel Kent Roy, C.M., D.E.A., D.h.c., est une démographe canadienne née le 15 septembre 1921 à Moncton au Nouveau-Brunswick et morte le 2 juin 2020 à Montréal (Québec).

## Biographie
Muriel Kent Roy naît à Moncton au Nouveau-Brunswick le 15 septembre 1921, fille de Alice Kent et Alfred Blanchard,. Elle étudie à l'Université de Montréal puis à la Sorbonne. Elle se marie au Louis-François Roy, futur médecin.
Elle a été la deuxième acadienne, après Marguerite Michaud, à décrocher ainsi un baccalauréat ès arts, ceci à une époque où l’éducation universitaire était encore l’apanage de la gent masculine.  
Elle enseigne la sociologie et la démographie à l'Université de Moncton. Elle dirige aussi le Centre d'études acadiennes Anselme-Chiasson, étant sa troisième directrice. Elle joue un rôle important dans la préservation du patrimoine acadien et elle est responsable de la revalorisation du monument Lefebvre, à Memramcook. En 1981, elle copréside avec Gérard La Forest la Commission spéciale d’enquête sur le Parc national de Kouchibouguac qui traite sur les expropriations ayant mené à la création du parc national de Kouchibouguac. Elle fait aussi la promotion de la condition féminine. Elle dirige plusieurs commissions, conseils consultatifs et associations professionnelles à l'échelle régionale, canadienne ou internationale. Elle est faite membre de l'ordre des francophones d'Amérique en 1989 et de l'ordre du Canada le 27 octobre 1993.
Elle est décédée le 2 juin 2020 à l'âge de 98 ans, au Centre hospitalier de St. Mary de Montréal,.

## Publication
- DAIGLE, Jean, dir., Les Acadiens des Maritimes: études thématiques (Moncton, Centre d'études acadiennes, 1980), 691 p.
- LAPIERRE, Jean-William et Muriel ROY, Les Acadiens. Paris, Presses universitaires de France, Coll. « Que Sais-je? », no 2078, 1983. 128 p
- Muriel K. Roy (dir.), Démographie et démolinguistique en Acadie, 1871-1991, L'Acadie des Maritimes, Moncton, Centre d'études acadiennes, Université de Moncton, 1993, 908 p. (ISBN 2-921166-06-2), p. 141.
- Muriel K. Roy, « Peuplement et croissance démographique en Acadie », Les Acadiens des Maritimes : études thématiques, Moncton, N.-B. : Centre d'études acadiennes, 691 p.